# Marco Valério Máximo Corvino
Marco Valério Máximo Corvino (em latim: Marcus Valerius Maximus Corvinus) foi um político da gente Valéria da República Romana, eleito cônsul em 289 a.C. com Quinto Cedício Nótua. Era filho de Marco Valério Corvo, cônsul em 348, 346, 343, 335, 300 e 299 a.C., a explicação para o seu agnome "Corvino", e pai de Marco Valério Máximo Messala, cônsul em 263 a.C..

## Identificação
Algumas tradições identificam Marco Valério Máximo Corvino com Marco Valério Máximo Corrino, cônsul em 312 a.C. e censor em 307 a.C.

## Consulado
Foi eleito cônsul em 289 a.C. com Quinto Cedício Nótua, mas só sabemos disto por causa dos Fastos Consulares. Como a segunda década da história de Lívio se perdeu, não se sabe os feitos de seu consulado.